# Maxim Dal
Maxim Bora Dal (Alemania, 26 de enero de 2006) es un futbolista alemán que juega como defensa en el 1. FSV Mainz 05 II de la Regionalliga Südwest.

## Estadísticas

### Clubes
Actualizado al último partido disputado el 5 de octubre de 2024.
| Club                          | Div.          | Temporada     | Liga  | Liga  | Copas nacionales | Copas nacionales | Copas internacionales | Copas internacionales | Total | Total |
| Club                          | Div.          | Temporada     | Part. | Goles | Part.            | Goles            | Part.                 | Goles                 | Part. | Goles |
| ----------------------------- | ------------- | ------------- | ----- | ----- | ---------------- | ---------------- | --------------------- | --------------------- | ----- | ----- |
| 1. FSV Mainz 05 II · Alemania | 4.ª           | 2024-25       | 8     | 0     | ―                | ―                | ―                     | ―                     | 8     | 0     |
| 1. FSV Mainz 05 II · Alemania | Total club    | Total club    | 8     | 0     | 0                | 0                | 0                     | 0                     | 8     | 0     |
| 1. FSV Maguncia 05 · Alemania | 1.ª           | 2024-25       | 0     | 0     | 0                | 0                | —                     | —                     | 0     | 0     |
| 1. FSV Maguncia 05 · Alemania | Total club    | Total club    | 0     | 0     | 0                | 0                | 0                     | 0                     | 0     | 0     |
| Total carrera                 | Total carrera | Total carrera | 8     | 0     | 0                | 0                | 0                     | 0                     | 8     | 0     |